# يسبر بيخ
يسبر بيخ (بالدنماركية: Jesper Bech)‏ هو لاعب كرة قدم دنماركي في مركز الهجوم، ولد في 25 مايو 1982 في الدنمارك في مملكة الدنمارك. شارك مع منتخب الدنمارك تحت 19 سنة لكرة القدم ومنتخب الدنمارك تحت 21 سنة لكرة القدم ومنتخب الدنمارك لكرة القدم. أما مع النوادي، فقد لعب مع نادي إيسبيرغ ونادي سيلكيبورج ونادي كوبنهاغن ونادي مالمو.

## وصلات خارجية
- يسبر بيخ على موقع قاعدة بيانات كرة القدم.إي يو (الإنجليزية)
- يسبر بيخ على موقع ناشيونال فوتبول تيمز (الإنجليزية)
- يسبر بيخ على موقع Soccerway.com (الإنجليزية)